# Municipio de Patton (Pensilvania)
El municipio de Patton (en inglés: Patton Township) es un municipio ubicado en el condado de Centre en el estado estadounidense de Pensilvania. En el año 2000 tenía una población de 924 habitantes y una densidad poblacional de 19.4 personas por km².

## Geografía
El municipio de Patton se encuentra ubicado en las coordenadas 40°50′00″N 77°54′59″O / 40.83333, -77.91639.

## Demografía
Según la Oficina del Censo en 2000 los ingresos medios por hogar en la localidad eran de $41,993 y los ingresos medios por familia eran de $61,503. Los hombres tenían unos ingresos medios de $41,064 frente a los $27,284 para las mujeres. La renta per cápita de la localidad era de $22,860. Alrededor del 18,1% de la población estaba por debajo del umbral de pobreza.